# Scanners
Scanners és una pel·lícula de ciència-ficció de terror canadenca del 1981 escrita i dirigida per David Cronenberg i protagonitzada per Stephen Lack, Jennifer O'Neill, Michael Ironside i Patrick McGoohan. A la pel·lícula, els "escàners" són psíquics amb poders inusuals de telepatia i telequinètica. ConSec, un proveïdor d'armes i sistemes de seguretat, cerca escàners per utilitzar-los per als seus propis propòsits. L'argument de la pel·lícula tracta de l'intent de Darryl Revok (Ironside), un escàner renegat, de fer una guerra contra ConSec. Un altre escàner, Cameron Vale (Lack), és enviat per ConSec per aturar Revok.
Scanners es va estrenar el gener de 1981 amb ressenyes tèbies de la crítica, però es va convertir en una de les primeres pel·lícules produïdes al Canadà a competir amb èxit amb les pel·lícules americanes a la taquilla internacional. Va atraure l'atenció de Cronenberg i el seu polèmic estil d’horror corporal per primera vegada entre el públic de cinema principal i des d'aleshores ha estat reavaluat com a clàssic de culte. És especialment coneguda per una escena que representa a Revok provocant psíquicament que el cap d'un escàner rival exploti.

## Argument
Cameron Vale és un vagabund que pateix les veus que es manifesten al seu cap. Després d'haver provocat involuntàriament que una dona tingui una convulsió amb la seva telepatia, Vale és capturat per l'empresa militar privada ConSec i portat al Dr. Paul Ruth.
Ruth explica que Vale és un dels 237 individus amb superpoder coneguts com "escàners" capaços de telepatia, empatia, biocinesi, tecnopatia i psicocinesi. Ruth injecta a Vale una droga anomenada "efemerol", que li restaura el seny inhibint temporalment les seves habilitats d'escaneig i li ensenya a controlar-les. ConSec està reclutant escàners per aturar un cercle clandestí malèvol d'escàners liderats per Darryl Revok, un antic pacient mental que es va tornar boig per sentir corrents incontrolables de pensaments.
Revok, en la seva recerca per matar els escàners contraris, s'infiltra en un esdeveniment de màrqueting ConSec i explota el cap d'un escàner ConSec. El cap de seguretat de ConSec, Braedon Keller, defensa el tancament del seu programa d'investigació d'escàners, però Ruth no hi està d'acord, creu que els escàners són la següent etapa de l'evolució humana i argumenta que l'assassinat demostra el perill de Revok. Ruth fa entrar en Vale i li demana que ajudi a infiltrar-se al grup de Revok.
Sense que Ruth ho sàpiga, Keller treballa per Revok i li informa del pla d'infiltració de la Ruth. Revok envia assassins per seguir Vale mentre visita un escàner no afiliat anomenat Benjamin Pierce, un escultor reeixit però solitari que fa front a les seves habilitats a través del seu art. Els assassins de Revok assassinen Pierce, però Vale llegeix el cervell moribund de Pierce i s'assabenta d'un grup d'escàners, liderats per Kim Obrist, que s'oposa al grup de Revok. Vale localitza a Obrist i assisteix a una reunió, però els assassins de Revok tornen a atacar; només sobreviuen Vale i Obrist.
Vale s'assabenta d'una companyia farmacèutica, Biocarbon Amalgamate, que aviat descobreix que Revok està utilitzant per distribuir grans quantitats d'efemerol sota un programa informàtic ConSec anomenat "Ripe". Vale i Obrist tornen a ConSec per investigar, i la Ruth admet que va fundar Biocarbon Amalgamate i suggereix que Vale escanegi ciberpàticament el sistema informàtic per obtenir més informació. Keller ataca Obrist i mata la Ruth mentre Vale i Obrist fugen de l'edifici de la ConSec. Vale pirateja ciberpàticament la xarxa informàtica a través d'una cabina telefònica i descarrega la informació d'enviament d'efemerol directament a la seva ment. Keller mor quan l'ordinador explota durant el seu intent d'interceptar Vale. Vale i Obrist visiten un metge de la llista de receptors d'efemerol i descobreixen que es prescriu a dones embarassades, convertint els seus fills en escàners. El grup de Revok captura Vale i Obrist i els porta a la planta de Biocarbon Amalgamate.
Revok revela a Vale que tots dos són fills de Ruth, que va desenvolupar l'efemerol com a sedant per a les dones embarassades. Ruth va conèixer l'efecte secundari de la droga durant els embarassos de la seva dona i els va convertir en els escàners més potents del món administrant una dosi prototip abans d'abandonar-los. Revok té previst crear i liderar una nova generació de scanners per dominar el món, però Vale es nega a unir-se a ell. Vale acusa en Revok d'actuar com el seu pare, fent-lo enfadar. Els germans participen en un duel telepàtic, que incinera el cos de Vale. No obstant això, quan Obrist es troba amb Revok, descobreix que Vale d'alguna manera va aconseguir fer-se càrrec del cos d'en Revok durant el duel.

## Repartiment
- Jennifer O'Neill com a Kim Obrist
- Stephen Lack com a Cameron Vale
- Patrick McGoohan com el Dr. Paul Ruth
- Lawrence Dane com a Braedon Keller
- Michael Ironside com a Darryl Revok
- Robert Silverman com a Benjamin Pierce
- Mavor Moore com Curtis Trevellyan
- Anthony Sherwood com Aiden
- Fred Doederlein com a Dieder Tautz
- Victor Désy com el Dr. Gatineau
- Louis Del Grande com a primer escàner
- Alex Stevens com a programador de ConSec

William Hope, Christopher Britton i Leon Herbert tenen aparicions sense acreditar com a empleats de Bicarbon Amalgamate. Neil Affleck té un paper menor com a estudiant de medicina.

## Producció

### Finançament
Scanners es va basar en els guions de David Cronenberg The Sensitives i Telepathy 2000, que planejava presentar a Roger Corman abans de començar a treballar a Cromosoma 3. A Corman se li va mostrar el guió, però no hi va fer res. Cronenberg ha anomenat Scanners una de les seves pel·lícules més difícils de fer; la majoria de les produccions cinematogràfiques canadenques dels anys setanta i principis dels vuitanta es van finançar a través d'un benefici fiscal de deducció de costos de capital per als inversors aprovada pel primer ministre Pierre Trudeau el 1974, i la pel·lícula es va precipitar a la producció sense un guió acabat ni escenografies construïdes per tal de reclamar les subvencions.
Victor Snolicki, Dick Schouten, i Pierre David de Vision 4, una empresa que s'aprofita de les polítiques de protecció fiscal del Canadà, van ajudar a Cronenberg en el finançament de la pel·lícula. Vision 4 es va dissoldre després de la mort de Schouten i es va reorganitzar en Filmplan International.

### Rodatge
El primer esborrany de la pel·lícula no era un guió, sinó una sèrie d'idees. La pel·lícula va tenir dues setmanes de preproducció mentre encara no s'havia escrit cap guió. Segons Cronenberg, passava els matins abans de filmar escrivint escenes. La pel·lícula es va titular inicialment The Sensitives, però es va modificar com a Cronenberg va pensar que "era massa feble" mentre que Scanners "era molt fort". Cronenberg va afirmar que l'aspecte de la droga de la pel·lícula podria haver estat influenciat per Blue Sunshine. La productora Jennifer O'Neill va rebre un guió amb tota la violència editada i va plorar després veient el guió sense censura.
La pel·lícula es va rodar a Mont-real del 30 d'octubre al 23 de desembre de 1979, amb un pressupost de 4.100.000 dòlars canadencs. Cronenberg va declarar que "el primer dia va ser el dia de rodatge més desastrós que he tingut mai", ja que "no hi havia res a rodar" i un camioner distret veient com l'equip de filmació va colpejar un cotxe i va matar dues dones a l'interior.
L'escena de la conferència es va filmar a la Concordia University, i la planta de tractament d'aigües Charles J. Des Baillets es va duplicar com el compost 'Bicarbon Amalgamate'. L’edifici "Future Electronique" a Vaudreuil-Dorion va proporcionar la seu exterior de 'ConSec'. La seqüència de Revok (Michael Ironside) segrestant un cotxe i provocant que un altre xoqués va ser rodada a la Rue de la Commune. Es van filmar escenes addicionals al barri de Yorkville. Tanmateix, donat que els Estats Units dominaven la indústria cinematogràfica i les pel·lícules canadenques s'estaven comercialitzant per al públic internacional, la pel·lícula minimitza el seu origen canadenc a favor d'una configuració genèrica "nord-americana". Els únics indicadors de la seva ubicació són una escena de reunió de Revok i Keller a l'estació de Yorkdale del metro de Toronto i alguns signes bilingües visibles.
Cronenberg va afirmar que "Scanners va tenir la postproducció més llarga de qualsevol pel·lícula que he fet mai" a causa dels seus nou mesos d'edició i regrabació.

### Efectes
Maquillador Dick Smith (L'exorcista, Amadeus) va proporcionar pròtesis per al duel d'escàners climàtic i l'icònic efecte d’explosió del cap. Chris Walas, que treballava a Lucasfilm en aquell moment i més tard proporcionava efectes per a La mosca i Naked Lunch, també van treballar en l'efecte del cap que explota. Cronenberg va dir més tard el 2006 que " 'Scanners va ser la seva pel·lícula més difícil de rodar pels seus efectes especials i la seva complexa història.
L'escena icònica de l'explosió del cap va ser el producte d'assaig i error, que finalment es va instal·lar en un crani de guix i un exterior de gelatina ple de "restes de làtex, una mica de cera, i només trossos i bobs i un munt de coses filamentoses que ens pensàvem que volarien a través del aire una mica millor" així com "hamburgueses sobrants". Quan altres tècniques explosives no van aconseguir l'efecte desitjat, el supervisor d'efectes especials Gary Zeller va dir a la tripulació que fessin rodar les càmeres i entréssin dins dels seus camions amb les portes i finestres tancades; després es va estirar darrere del maniquí i li va disparar a la part posterior del cap amb una escopeta.
L'escena de l'explosió del cap es va filmar quatre vegades, però Cronenberg va acceptar el primer pla i no es va quedar per veure els altres tres optant per fer una migdiada al seu Winnebago. L'escena que representava el cap que explotava es va retallar per permetre una qualificació R de la MPAA. Cronenberg originalment pretenia que l'escena fos l'obertura de la pel·lícula, però la va col·locar més tard a la pel·lícula després de les projeccions de prova.

## Llançament
La pel·lícula va ser distribuïda per New World Pictures al Canadà, Les Films Mutuels al Quebec i Avco Embassy Pictures als Estats Units. Scanners es va estrenar als Estats Units el 14 de gener i al Canadà el 16 de gener de 1981.{{sfn|Turne. Va recaptar un total de 14.225.876 dòlars a taquilla. Una novel·la de Leon Whiteson, David Cronenberg's Scanners, també es va publicar el 1981. Cronenberg va dir que va ser la seva primera pel·lícula a ser número u a la taquilla.

## Recepció

### Recepció crítica
A Rotten Tomatoes, la pel·lícula té una puntuació d'aprovació del 68% basada en 44 ressenyes, amb una valoració mitjana de 6,7/10. El consens crític del lloc diu: "Scanners és una història fosca de ciència-ficció amb efectes especials que et faran explotar el cap.." On Metacritic it has a weighted average score of 60% based on reviews from 8 critics, indicating "mixed or average reviews".
El professor de cinema Charles Derry, en la seva visió general del gènere de terror Dark Dreams, va citar Scanners com "una obra mestra especialment important" i l'anomenava Psicosi del seu dia. En una ressenya contemporània per a Ares Magazine, Christopher John va comentar que "Scanners és un entreteniment de primer nivell. És inquietant, emocionant, impactant i llegit: una combinació inusual per descobrir en una pel·lícula en aquests dies."
Algunes crítiques van ser menys positives. El crític de cinema Roger Ebert va donar a Scanners dues de quatre estrelles i va escriure: "Scanners és tan avançat que bàsicament estem reduïts a veure els efectes especials, que són bons. però curiosament abstracte, perquè no ens importa gaire la gent amb la que passen". A la seva ressenya per a The New York Times, Vincent Canby va escriure: "Si el senyor Cronenberg s'hagués conformat simplement amb l'horror, com John Carpenter va fer al seu clàssic Halloween (encara que no al seu no tan clàssic La boira), Scanners podria han estat una delícia de Gran Guignol. En canvi, insisteix a convertir la pel·lícula en un misteri, i el misteri demana possibles explicacions que, quan surten a Scanners, subratllen la bogeria essencial de la pel·lícula". John Simon de National Review va descriure Escàners com a brossa.
Una reavaluació d'Scanners al número de 2012 de CineAction analitza la pel·lícula a la llum de l'ús de Cronenberg de l'al·legoria i les paràboles en bona part de la seva obra. S'argumenta que Cronenberg utilitza imatges icòniques que es refereixen directament i indirectament als escàners de trenta anys com a radicals polítics de la dècada de 1960, hippies contraculturals i com a Joves professionals urbans naixents. Com a resultat, la pel·lícula es pot veure "com una reflexió obliqua sobre el que podria passar quan la contracultura esdevingui la cultura dominant". Kim Newman va assenyalar en un assaig per a The Criterion Collection que, al mateix temps, la pel·lícula rebutja els valors conservadosr de la dècada del 1980 i la nostàlgia dels 1950 presents en pel·lícules contemporànies de ciència-ficció com E.T. l'extraterrestre i Retorn al futur. La droga de ficció efemerol de la pel·lícula també reflecteix l'escàndol de la talidomida de la vida real, en què el popular medicament d’Alemanya Occidental talidomida va causar defectes de naixement greus en nens nascuts de mares que van prescriure el medicament per a les nàusees matinals a Europa occidental i el Canadà.

### Reconeixements
Tot i que Scanners no va ser nominada a cap premi important, sí que va rebre cert reconeixement. L'Academy of Science Fiction, Fantasy and Horror Films va donar a la pel·lícula el seu Premi Saturn el 1981 a la "Millor pel·lícula internacional", i, a més, el premi "Millor maquillatge" va ser per a Dick Smith. empatat amb Altered States. La pel·lícula també havia estat nominada a "Millors efectes especials".
Scanners també va guanyar el premi a la "Millor pel·lícula de fantasia internacional" a Fantasporto el 1983, i va ser nominada a vuit Premis Genie el 1982, però no en va guanyar cap.

## Banda sonora
Mondo va estrenar la banda sonora de Howard Shore per Scanners, junt amb la de Cromosoma 3, en vinil; inclou una portada de Sam Wolfe Conelly.

## Llegat
Scanners ba generar seqüeles i una sèrie spin-off; un remake es va anunciar l'any 2007, però el 2022 no havia entrat en producció. Cronenberg no va participar en les seqüeles, no n’estava interessat i no guanyaria diners amb els personatges o la història que va escriure.

### Seqüeles
- Scanners II: The New Order (1991)
- Scanners III: The Takeover (1992)

### Spin-offs
- Scanner Cop (1994)
- Scanners: The Showdown (també conegut com a Scanner Cop II) (1995)

### Remake cancel·lat
El febrer de 2007, Darren Lynn Bousman (director de Saw II, Saw III i Saw IV) es va anunciar com a director d'un remake de la pel·lícula, que seria estrenat per The Weinstein Company i Dimension Films. David S. Goyer va ser assignat al guió de la pel·lícula. La pel·lícula estava prevista per a l'estrena el 17 d'octubre de 2008, però la data anava i venia sense més anuncis i des d'aleshores totes les parts implicades han passat a altres projectes. En una entrevista amb Bousman el 2013, va recordar que no faria la pel·lícula sense l'aprovació de Cronenberg, que no va ser concedida.

### Sèrie de televisió
Els intents de fer una sèrie inclouen Dimension el 2011, Media Res i Bron Studios el 2017, i HBO, Media Res Studio, i Wayward Films el 2022.

## Obres citades
- Cronenberg, David. David Cronenberg: Interviews with Serge Grünberg.  Plexus Publishing, 2006. ISBN 0859653765.
- Cronenberg on Cronenberg.  Faber and Faber, 1997. ISBN 0571191371.
- Canadian Feature Film Index: 1913-1985.  Canadian Film Institute, 1987. ISBN 0660533642.